# Bibliatanulmányok

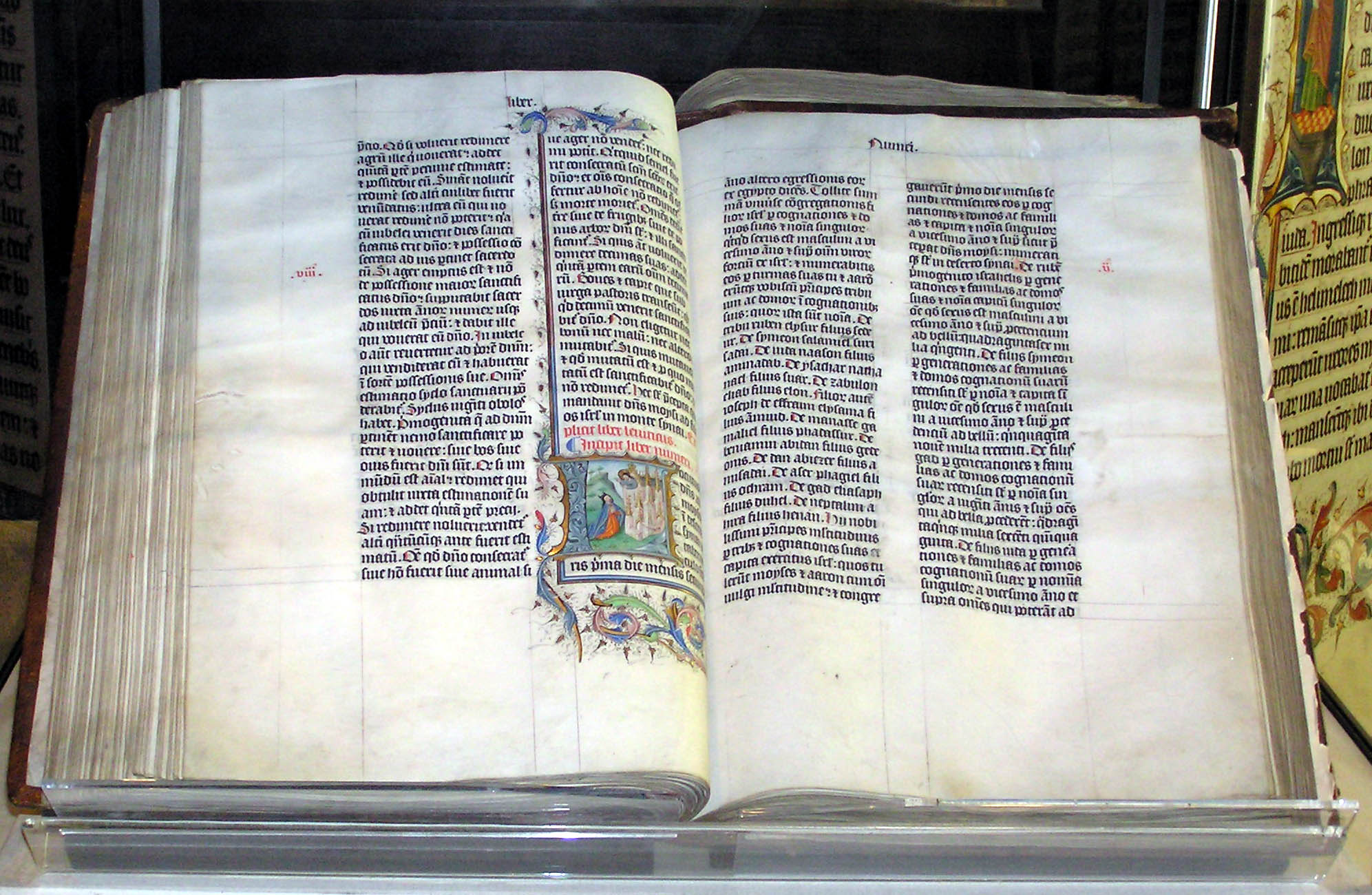
Kézzel írott, 1407-ben készült latin nyelvű Biblia (kiállítva: Malmesbury Abbey, Wiltshire, Nagy-Britannia)

A bibliai nyelv vizsgálata – mint szakrális szöveg hordozója – felveti a többrétegű szövegolvasat problémáját.
Ebben az esetben az olvasatok nem egymást kizáró, hanem hierarchikus kapcsolatban vannak egymással. A bibliai nyelv speciális interpretációs szabályai azok elsősorban, melyek elkülönítik más, kötötten verbális kifejezési formáktól. Ebben az irányban elsőként Órigenész végzett szisztematikus jelentésréteg-elemzést.
A hébertől idegen nyelvekre, először is görögre és latinra való fordítás hosszú története imitt-amott átírta az eredeti szöveget. Nincs ártatlan fordítás, hiszen minden fordítás egyúttal értelmezés is.
Példaként leginkább a „vagyok, aki vagyok”, héberül ’ehje ’aser ’ehje a Septuaginta (LXX) fordítói az Exodus 3, 14a-t egó eimi ho ón-ra, majd később latinra sum qui sum-ként lett fordítva. A héber ’ehje eltérően a görög einai-tól csak egy értelemben fejez ki létezést, ami szó szerint nem fordítható le más nyelvekre.

## Maimonidész értelmezése
Maimonidész szerint a mögöttes, magasabb rendű szövegértelem nélkül nem hidalható át az emberek közötti szellemi szakadék. Ugyanis a primer (szó szerinti) jelentés az, amely a tömegnek szól, de létezik e mellett egy szekunder, filozófiai jellegű jelentéstartalom, mely a fölvilágosultabb kevesek felé nyitott, és a tömeg számára kifejezetten veszélyes.
Az előbbi gondolat hatáskörét erősen kitágítja Joachim da Fiore, melynek eredménye a három szintű értelmezés szisztematizálása, és a hozzá kapcsolódó analógiák megvonása. (pl.: három síkú létezés, három világkorszak…stb.)
Maimonidesznél több ízben előfordul az a mondat, miszerint: „A tóra a nép nyelvét beszéli”. Ez a mondat az ő részéről is idézet, és forrása egy 2. századi irat, mely két rabbi vitáját tartalmazza a bibliai nyelv jellegzetességeinek jelentéstartalmáról, és arra keresi a választ, hogy az lényegileg különbözik-e az általános nyelvtől. Az, hogy a Tóra a nép nyelvét beszéli, nála olyan értelmezést kap, miszerint Istent ezáltal nem korrekt metafizikai képekkel írja le, s ennek oka a megcélzott réteg fogalmi beszűkültsége, amelynek szellemiségében nem élnek, nem befogadhatók ezek a képek. Ezen gondolatokat kissé tovább radikalizálva, következtetésként levonható: Isten nem írható le korrektül nyelvi eszközökkel, mivel a nyelv mitológiai rétege kiiktathatatlan és félrevezető. Az attribútumok használata ugyanis magában hordja Istennek szubsztantív tárgyként való szemléletét, mely "olyan, mintha a hosszúságot mérnénk ízzel". Egyszerűen valaki másról szól, aki, vagy ami más, mint a bálvány. Maga a kijelentés ténye a probléma. Ugyanis a Rá vonatkozó kifejezések metaforikus (metafizikai) tartalma radikálisan különbözik ugyanezen kifejezések leszeparált dolgokra, tárgyakra vonatkozó jelentésétől. Ezáltal a fogalom (attribútum) birtoklásának kijelentése is szeparáltságot feltételez. Ebből következik a negációs megközelítés egyedüli lehetősége, mely kikerülheti azt a tényt, hogy fogalmilag túl van minden nyelvi korláton.
A Talmudban olvasható egy allegorikusan is értelmezhető utalás, mely szerint négyen jártak a paradicsomban és mind a négyen láttak:
Ben Azai látott, és meghalt.
Ben Zoma látott, és megőrült.
Acher látott, és pusztítani kezdte a fiatal hajtásokat.
Egyedül Rabbi Akiba volt az, aki békével és sértetlenül visszajött.
A végső titok megismerésének útján tapasztalható négyes szimmetria egészen más megvilágításba kerül, ha a kabbalista metodikát követve vizsgáljuk meg a helyzet szimbolikáját. Eszerint a ,,Paradicsom,, szó (héberül Prades, leírva PRDS) értelmezhető úgy is, mint négy másik szó notarikonja (A kezdőbetűkből alkotott betűszó, akrosztichon). Ezek: p`shat: felszín, legegyszerűbb olvasat; rem v, remec: utalás; drisá v, d`rash: keresés, magyarázat kifejtés; és szod: titok. Ez a négy szó, a Szentírás négy értelmezési rétegét allegorizálja, és az Írás ilyen szerkezeti sajátosságai által érzik sokan és régtől fogva, bizonyítottnak azt a felfogást, miszerint a Biblia nyelve nem azonos a társadalmi nyelvfogalommal.

## Nahmanidész értelmezése
Ennek jelentősége, kissé részletesebben, Nahmanidész értelmezése által közelíthető meg. Álláspontja szerint Mózes a Sínai-hegyen szóbeli kinyilatkoztatást is kapott. Az összes lehetséges tudás az értés ötven kapujából áll, és Mózesnek ebben a kinyilatkoztatásban negyvenkilenc kapu kulcsa adatott át. Maga a bibliai szöveg olyan formában adódott át, amelyben nem voltak szóközök, csupán egy folyamatos mássalhangzó sorozatot alkotott, mely megfelelő tagolásban a Szent neveiből áll. Az Írás tartalmazza az összes lehetséges tudást, csupán a megfelelő hermeneutikai kulcs szükséges annak megfejtéséhez, aminek - véleménye szerint - Salamon király a birtokában volt. Ennek a kulcsnak a létezését bizonyítottnak tartja a Tóramásolási szabályok létezése által. A Tóra írásmódjának jellegzetességei (csillagocskák, horgok, koronák stb.) ugyanis a tradíció részét képezik, azokon változtatni a másolás során szigorúan tilos, és akár egyetlen-egy karakterhiba is alkalmatlanná teszi a szöveget szakrális használatra. Még a helyesírási és nyelvi következetlenségeket is érintetlenül kell hagyni, szembeszökő jellegük ellenére is, csupán el vannak látva az olvasás közbeni korrekcióra való utalásokkal. Mindezen jellegzetességeket Nahmanidész magyarázó elvűnek tartja, melyek a szöveg szerves részét alkotják, de csak annak teljes összeállítása után kerültek bele, mintegy kiegészítésként.
A fentebb említett mássalhangzó sorozat, a Tóra teremtés előtti formája, mely nem más, mint a teremtés ősmintája, sémája, valamint Isten egyetlen Nagy Neve, mint a teremtést megelőző manifesztációja. Ezáltal ebben a formájában és mélységében, lényegénél fogva megfejthetetlen kinyilatkoztatás. A teremtéssel párhuzamosan történt meg ennek szavakká tördelése. Mindezekből a kezdeti kérdésre – vagyis a bibliai nyelv fogalmának töltésére és jelentőségére - vonatkozólag levonható az a következtetés, miszerint: minden lehetséges tudás mélyrétege maga Isten, a szöveg mélyrétege pedig a tíz Szefira élő működésének lenyomata.
Bár Nahmanidész és Maimonidész álláspontja némileg ellentétes egymással, abban mindenképpen megegyeznek, hogy a bibliai kánon radikális újraértelmezése egy felértékelő olvasatot ad. Léteznek azonban egészen más megközelítésű, leértékelő olvasatok, melyek elsősorban a keresztény kori eretnekség közegében nagyon jellemzőek. A gnosztikus olvasat nem tagadja a Biblia tartalmi mélységeit, de alapvetően rossz céllal átadott (megalkotott) demiurgoszi kinyilatkoztatást lát benne. Ezáltal nem is fogadja el a végső titkok hordozóközegéül, mivel csupán a Rossz Teremtés sémáit tartalmazhatja. A valódi Isten, az Agnosztosz Theosz, valamint az ember számára a teremtett – anyagi- világ idegen. Az csupán a Demiurgosz műve – mint ahogyan néhány forrás szerint az ember is - amivel rabbá szeretné tenni a távoli Igaz Istent (Fényádám), hasonmásának (az ember) megalkotása, és bebörtönzése által az anyagba. ,,Teremtsünk Embert földből testünk képére, az Ő hasonlatosságára, miáltal Ő beleszeret. Ennek a demiurgoszi összeesküvésnek a forgatókönyvét tartalmazza az Írás, mely így az eredetre és létre vonatkozó valós információkat rejt, amiket a megfelelő ismeret birtokában ki lehet bontani a szövegből, viszont az eredeti célja és beállításmódja rossz, és félrevezető. A szöveg valós információtartalmának visszaállítása érdekében igyekeztek azt dekanonizálni, és sok esetben kifejezetten ellenolvasatokat felállítani. Jó példa erre a kígyószimbolika átértékelése, mely éppen ezért sok gnosztikus irányzatban fontos jelkép, de a genezis szövegével kapcsolatban is történtek hasonló operációk.

## Markhiosz értelmezése
Egy korai keresztény gnosztikus, Markhiosz a Demiurgoszt az ószövetségi Izrael Istenével azonosítja. Erre utalhat például a „Nincs más Isten rajtam kívül!” kinyilatkoztatás, mely értelmezhető úgy is, mint egyfajta személyes bizonyosság megszerzésére való törekvés. Tehát önmagának is szól, ezáltal erősen ambivalens. Tanaira iskolát is alapított, és ő hozta létre az első újszövetségi kánont.

## Philónértelmezése
Philón szerint Mózes nem tanult, hanem visszaemlékezett.
A Sínai-hegyen megjelenő égő csipkebokor a megbántottak jelképe, a lángoló tűz pedig a bántalmazóké. Az, hogy a bokor nem ég el a tűzben, azt jelképezi, hogy a megbántottak nem vesznek el a bántalmazók által. A megjelenő angyal pedig az isteni gondviselést hivatott kifejezni.

## Bibliatanulmányok az interneten
- Bibliatanulmányok minden napra
- Keresztény Kereső
- Biblia.lap.hu